# Gianfranco de Turris
Gianfranco de Turris (Roma, 19 febbraio 1944) è un giornalista, saggista e scrittore italiano, studioso della letteratura del fantastico in Italia.

## Biografia
Già vicecaporedattore del Giornale Radio Rai per la cultura, ricopre la carica di consulente editoriale per le Edizioni Mediterranee di Roma; è inoltre segretario della Fondazione Julius Evola, per conto della quale cura tutte le ristampe dei libri del filosofo tradizionalista.
È stato ideatore ed editorialista del programma di Rai Radio 1 L'Argonauta, in onda dal 2002 per 12 anni, con 399 puntate curate da de Turris fino al 1º luglio 2012 e quindi da Paolo Corsini fino alla chiusura del 6 aprile 2014.
Negli anni sessanta ha curato la sezione narrativa della rivista Oltre il cielo. Fin dagli anni settanta è stato autore di numerosi saggi e libri sulla letteratura fantastica, in particolare su J. R. R. Tolkien e H. P. Lovecraft, nonché direttore di L'Altro Regno, rivista di critica fantascientifica edita fino alla fine degli anni ottanta; è stato inoltre presidente del Premio J.R.R. Tolkien per tutte le tredici edizioni dal 1980 al 1992.
La sua attività giornalistica comprende collaborazioni con L'Italiano, Il Conciliatore, Linea, Secolo d'Italia, Il Tempo, L'Italia che scrive, Roma, Dialoghi, Liberal, Il Giornale d'Italia, L'Indipendente, Prospettive nel mondo, La Destra, Il Giornale, Area, L'Italia Settimanale e Intervento.
Le sue ricerche hanno contribuito a far luce sull'identità di alcuni pseudonimi con cui si firmavano gli appartenenti al cosiddetto Gruppo di UR, sodalizio esoterico italiano attivo alla fine degli anni 1920, a partire da un articolo sulla rivista Abstracta del 1987. Sui rapporti tra fascismo e gli ambienti dell'esoterismo come la massoneria, la teosofia, l'antroposofia, il neopaganesimo, e la tradizione italica, ha inoltre curato una raccolta di saggi di diversi autori.
Nell'ambito del fumetto ha collaborato per anni alla rivista Linus diretta da Oreste Del Buono e a L'Eternauta.

## Pseudonimi
A Gianfranco de Turris vengono attribuiti i seguenti pseudonimi: Corrado Federici, Futur, Robot Bis, Tris, Giulio Arthos.

## Critiche
De Turris ha scritto la prefazione a due opere di Gianluca Casseri, scrittore e militante di CasaPound autore della strage con movente razziale di Firenze del dicembre 2011. Tale circostanza ha suscitato critiche, fra gli altri, da parte del giornalista Gad Lerner nel corso della trasmissione L'Infedele e sul proprio diario telematico (blog). A favore di De Turris si è schierata l'associazione giornalistica Lettera 22 che ha definito l'osservazione di Lerner una «pretestuosa aggressione mediatica».

## Riconoscimenti
- 2004 - Premio Saint Vincent - Servizi radiofonici

### Premio Italia (fantascienza)
De Turris ha vinto in più edizioni sotto varie categorie il Premio Italia dedicato alla fantascienza in lingua italiana:
- 1980,[13] 1999,[14] - saggio in volume
- 1988,[15] 1992,[16] 1997,[17] 1998,[18] 1999[14] - articolo su pubblicazione professionale
- 1993,[19] 1999[14] - racconto su pubblicazione non professionale
- 1999[14], 2001[20] - curatore

## Opere

### Romanzi
- Il silenzio dell’Universo, Chieti, Solfanelli, 1988.
- Il vecchio che camminava lungo il mare, Chieti, Solfanelli, 1991. II ed. Chieti, Tabula Fati, 2013
- Futuro anteriore, San Donato Val di Comino, Psiche e Aurora editore, 2013.
- Gianfranco de Turris, Sebastiano Fusco, Ricordi di un hobbit, Chieti, Solfanelli, 2015, ISBN 978-88-7475-461-8.
- Qualcosa d’altro, Milano, Bietti, 2021, ISBN 978-88-8248-448-4.

### Saggi sul fantastico
- Gianfranco de Turris, Sebastiano Fusco, Obiettivo sugli UFO, Roma, Mediterranee, 1975.
- Gianfranco de Turris, Sebastiano Fusco, Howard Philips Lovecraft, Roma, La Nuova Italia, 1979, ISBN 978-88-221-2398-5.
- Camerata Linus, Roma, Edizioni Settimo Sigillo, 1987. ISBN non esistente
- Gianfranco de Turris, Sebastiano Fusco, L'ultimo demiurgo e altri saggi lovecraftiani, Chieti, Edizioni Solfanelli, 1989, ISBN 978-88-7497-313-2.
- Gianfranco de Turris, Sebastiano Fusco, Simbolismo della Spada, Rimini, Il Cerchio, 1990.
- Il disagio della realtà, Roma, Edizioni Settimo Sigillo, 1991. ISBN non esistente
- Le vie dell’Immaginario, Riva del Garda, Biblioteca civica, 1997.
- Orrori di fine Millennium, Roma, Il Torchio, 1998.
- Per fortuna che c'è il vampiro, in: Vampiri. Miti, leggende, letteratura, cinema, fumetti, multimedialità; Milano, Editrice Nord, 1998. ISBN 978-88-429-1059-6
- Il drago in bottiglia. Mito, fantasia, esoterismo, Empoli, Ibiskos Editrice Risolo, 2007, ISBN 978-88-546-0188-8.
- Cronache del Fantastico, Roma, Coniglio, 2009.
- Gianfranco de Turris, Sebastiano Fusco, Le meraviglie dell’impossibile, Milano-Udine, Mimesis, 2016.
- Gianfranco de Turris, Sebastiano Fusco, Pseudobiblia. I libri che non esistono, Milano, Bietti, 2020.
- Gianfranco de Turris, Sebastiano Fusco, Terrae incognitae, Luoghi che non esistono, Milano, Bietti, 2021.
- Gianfranco de Turris, Sebastiano Fusco, Nuove Meraviglie dell’impossibile, Milano, Jouvence, 2021.
- Gianfranco de Turris, Sotto il segno di Urania, Milano, Oaks, 2022.

### Saggi di filosofia politica, cultura e costume
- Politicamente scorretto, Milano, Asefi, 1996.
- La dittatura occulta, Andria, Sveva, 1997.
- Come sopravvivere alla modernità, Milano, Asefi, 2000, ISBN 978-88-86818-57-5. (II ed., Idrovolante 2015)
- I non conformisti degli anni Settanta, Milano, Ares, 2003, ISBN 978-88-8155-259-7.
- Segni dei tempi, Napoli, Controcorrente, 2004, ISBN 978-88-89015-07-0.
- Lettere non spedite, Chieti, Tabula Fati, 2009. (con lo pseudonimo Giulio Arthos)

### Saggi su Julius Evola
- Omaggio a Julius Evola, Roma, Volpe, 1973.
- Testimonianza su Evola, Roma, Edizioni Mediterranee, 1985, ISBN 978-88-272-0509-9. (prima ed. 1974)
- Adolfo Morganti, Enrico Nistri, Julius Evola. Mito, azione, civiltà, Rimini, il Cerchio, 1996, ISBN 978-88-86583-10-7.
- Elogio e difesa di Julius Evola. Il Barone e i terroristi, Roma, Edizioni Mediterranee, 1997, ISBN 978-88-272-0456-6.
- Julius Evola. Un filosofo in guerra 1943-1945, Milano, Mursia, 2017. (prima ed. 2016)
- Il Barone immaginario, Milano, Mursia, 2018.
- Il ritorno del Barone immaginario, Roma, Idrovolante, 2021.

### Curatele, introduzioni, postfazioni
- Saint-Paulien, Adolf Hitler, memorie d'oltretomba, edizione italiana e note a cura di Gianfranco De Turris e Guido Giannettini, Edizioni del Borghese, Milano, 1970.
- Daniel Halévy, Il castigo della democrazia: storia di quattro anni, 1997-2001, con un saggio su Utopia e antiutopia di Gianfranco de Turris, Volpe, Roma, 1971
- John Symonds, La grande bestia: vita e magia di Aleister Crowley, prefazione di Julius Evola, edizione italiana a cura di Gianfranco de Turris e Sebastiano Fusco, Edizioni mediterranee, Roma, 1972
- Stanisław Lem, Solaris, introduzione di Gianfranco de Turris, Mondadori, Milano, 1982
- Stanisław Lem, L'invincibile, introduzione di Gianfranco de Turris, Mondadori, Milano, 1983
- Humphrey Carpenter,  La vita di J. R. R. Tolkien, introduzione e note di Gianfranco de Turris, Ares, Milano, 1991
- Jacques Spitz, L'occhio del Purgatorio, scheda informativa di Gianfranco De Turris, Mondadori, Milano, 1992
- Daniel F. Galouye, Stanotte il cielo cadrà, scheda introduttiva di Gianfranco de Turris, Mondadori, Milano, 1993
- Jean Markale, Il druidismo: religione e divinità dei celti, edizione italiana a cura di Gianfranco de Turris, Mondadori, Milano, 1994
- H. P. Lovecraft, In difesa di Dagon e altri saggi sul fantastico, a cura di Gianfranco De Turris, SugarCo, Carnago, 1994
- William Hope Hodgson, La casa sull'abisso e altre storie del terrore, edizione a cura di Gianfranco De Turis, saggio conclusivo di Gianfranco De Turris, Mondadori, Milano, 1996
- Panfilo Gentile, Democrazie mafiose e altri scritti: come i partiti hanno trasformato le moderne democrazie in regimi dominati da ristretti gruppi di potere, a cura di Gianfranco de Turris, Ponte alle Grazie, Firenze, 1997
- Se la storia fosse andata diversamente: saggi di storia virtuale, a cura di John Collings Squire, edizione italiana a cura di Gianfranco de Turris, Corbaccio, Milano, 1999, Tea, Milano, 2002
- J. R. R. Tolkien, Il medioevo e il fantastico, edizione italiana a cura di Gianfranco de Turris, Luni, Milano, Trento, 2000
- Le aeronavi dei Savoia: protofantascienza italiana 1891-1952, a cura di Gianfranco de Turris, con la collaborazione di Claudio Gallo, Nord, Milano, 2001
- H. P. Lovecraft, Teoria dell'Orrore: tutti gli scritti critici, a cura di Gianfranco de Turris, Castelvecchi, Roma, 2001
- Ayn Rand, Antifona, introduzione di Gianfranco de Turris, Liberilibri, Macerata, 2003
- La compagnia, l'anello, il potere. J. R. R. Tolkien creatore di mondi, Rimini, il Cerchio, 2002, ISBN 978-88-8474-012-0.
- Volt, La fine del mondo: romanzo di fantascienza futurista, a cura di Gianfranco de Turris, Vallecchi, Firenze, 2003
- Se l'Italia: manuale di storia alternativa da Romolo a Berlusconi, Firenze, Vallecchi, 2005, ISBN 978-88-8427-016-0.
- Mario Farneti, Occidente, postfazione di Gianfranco de Turris, TEA, Milano, 2006
- Aa.Vv., Esoterismo e fascismo: storia, interpretazioni, documenti, a cura di Gianfranco de Turris, Roma, Mediterranee, 2006, ISBN 978-8827218310.
- J. R. R. Tolkien, I figli di Hurin, postfazione all'edizione italiana di Gianfranco de Turris, Bompiani, Milano, 2007
- H. P. Lovecraft, Il guardiano dei sogni: le avventure di Randolph Carter, introduzione di Gianfranco de Turris, Bompiani, Milano, 2007
- Stanislao Nievo, Le Isole del Paradiso, prefazione di Gianfranco de Turris, UTET, Torino, 2007
- Gianfranco de Turris (a cura di), Albero di Tolkien, Milano, Bompiani, 2007, ISBN 978-88-452-5916-6.
- Gianfranco de Turris (a cura di), Nel nome di Lovecraft, Roma, Bottero Edizioni, 2008, ISBN 978-88-95114-11-8.
- J. R. R. Tolkien, La leggenda di Sigurd e Gudrún, postfazione all'edizione italiana di Gianfranco de Turris, Bompiani, Milano, 2009
- Sul filo del rasoio, a cura di Gianfranco de Turris, Mondadori, Milano, 2010
- Enrico Rulli, Gianluca Casseri, La chiave del caos, prefazione di Gianfranco de Turris, Vicenza, Il punto d'incontro, 2010
- Paul H. Kocher, Il maestro della terra di mezzo: l'opera di J. R. R. Tolkien, introduzione di Gianfranco de Turris, Bompiani, Milano, 2011
- J. R. R. Tolkien, La caduta di Artù, postfazione all'edizione italiana di Gianfranco de Turris, Bompiani, Milano, 2013
- Gianfranco de Turris (a cura di), Il ritorno dei Grandi Antichi, Milano, Delos Digital, 2020.
- Gianfranco de Turris (a cura di), Decamerovirus, Napoli, Homo Scrivens, 2022.